# Chakra

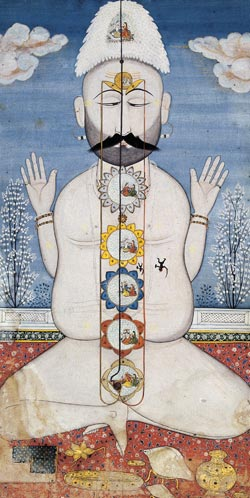
Ilustración donde se muestra la localización de los shad-chakra ‘seis chakras’ de acuerdo con el Upanishads.

Según la doctrina hinduista, los chakras son centros de energía inconmensurable (no medible) situados en el cuerpo humano.
Según los libros sagrados del hinduismo, los chakras que concentran el prana son seis o siete dependiendo de las diferentes tradiciones hinduistas, y siete según la teosofía de fines del siglo XIX, el gnosticismo de mediados del siglo XX y la nueva era de fines del siglo XX.

## Etimología
La palabra sánscrita cakra (aprox. "chakra") significa ‘círculo’ o ‘disco’.
- cakra, en el sistema AITS (alfabeto internacional para la transliteración del sánscrito).
- चक्र, en escritura devanāgarī del sánscrito.
- Pronunciación:
  - /chakrá/ o /chakrám/ en sánscrito védico.[11]
  - [ˈʨʌkrə̃] en AFI (alfabeto fonético internacional).
  - /chákra/, en inglés y en otros idiomas influidos por este, como el español.
  - /chákr/ o /chókr/, en idiomas modernos de la India.
- Etimología: ‘círculo, disco, rueda’;[9][10] proviene posiblemente de la raíz sánscrita char: ‘moverse [las personas, los animales, el agua, los barcos, los astros]’; o de la raíz sánscrita kri (según Panini, en el Nirukta, 6.1.12) y el Kashiká-vritti).[11] A su vez, el término chakra deriva del idioma protoindoeuropeo *kweklos (/kuéklos/), de la que también derivaron:

el griego antiguo κύκλος (/kíklos/)
de esta palabra griega deriva la española «ciclo»
el latín circus (/kírkus/) y su diminutivo circulus (/kírkulus/)
de esta palabra latina deriva las españolas «circo» y «círculo».
el protogermánico *hwel- (/juél/): ‘rueda’.
de esta palabra germánica deriva la inglesa wheel (/uíil/).
Desde el siglo III a. C. (en el texto epicorreligioso Majabhárata), el dios Visnú sostiene en una de sus cuatro manos un disco llamado Súdarsan chakra.[cita requerida]

## Historia de los chakras hinduistas
La Yoga-kundalini-upanishad (uno de los más de cien antiguos textos hinduistas Upanishad) menciona brevemente el nombre de los seis chakras:
- muladara[14] (‘sostén de la raíz’), la zona entre el ano y los genitales, justo donde se apoya el cuerpo al sentarse con las piernas cruzadas.
- suadishtana (‘su-propio lugar-de-estar’), la región umbilical, junto al ombligo.
- manipura (‘joya-ciudad’), la punta del estómago o epigastrio, junto al bazo.
- anajata (‘no-herido’ o ‘no-golpeado’), en el centro del pecho, junto al esternón.
- vishuda (‘muy puro’), en la laringe, a la altura de la garganta.
- añakia (‘conocer por el entendimiento’), que se ubica en el entrecejo.

En la creencia vajrayāna del budismo tibetano (a lo largo del I milenio d. C.) también se menciona a los seis chakras por sus nombres en sánscrito, y se los describe meramente como «centros de energía».[cita requerida]
En el siglo XV, el Yoga-tattua-upanisad menciona que cuando la Chitta (mente) del yogui despierta, esta entra en el canal sushumná y en los chakras.
En la India se creía que el aire aspirado (prana) recorría el cuerpo, dándole fuerza. La función de los chakras era la de recibir, acumular y distribuir esos aires.[cita requerida]
Los chakras se describen[cita requerida] alineados desde la base de la columna vertebral, o, más exactamente, en un nadi central a lo largo del raquis y hasta la mollera o vértex, llamada abadhuti. En el chakra muladhara (en el perineo), yacería dormida la energía kundalini, la cual se representa mediante la imagen de una serpiente enroscada.
El propósito del yoga es despertar y elevar esta serpiente a través del canal central sushumna pasando por todos los chakras, hasta lograr, según la doctrina a seguir, que se una con Brahman (el dios abstracto que representa lo absoluto), y/o con Shivá (la conciencia); lo que se logra en el chakra superior sahasrara (para las doctrinas que consideran la existencia de este séptimo chakra).

## Los chakras en la teosofía

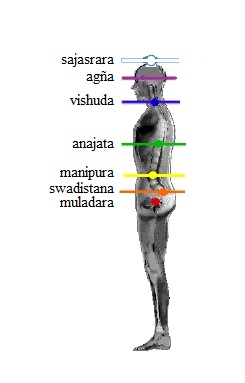
Localización de los siete chakras en el cuerpo humano, según la teosofía. Algunas personas sostienen que el chakra de la coronilla permaneció desconocido por los hinduistas desde el I milenio a. C. hasta que el meditador británico C. W. Leadbeater lo descubrió en 1927, pero eso es absurdo, ya que existen varios textos tántricos que lo mencionaron cientos de años antes.

A fines del siglo XIX, la teosofía ―en su acercamiento al hinduismo― mostró un creciente interés por los chakras.
En la creencia teosófica tántrica, tiene importancia un libro, publicado en 1918 por el británico Arthur Avalon (sir John Woodroffe, 1865-1936), titulado The serpent power (El poder de la serpiente, en español), que Avalon afirmaba que era la traducción de dos textos sánscritos: el Shat-chakra-nirupana (‘apariencia de los seis chakras’) y el Padaka-pañchaka.
A fines del siglo XIX, Avalon ―pese a sus posturas preternaturalistas― suponía que los chakras se correspondían en gran medida con los plexos nerviosos. Él suponía que los chakras tienen alguna relación con las glándulas endocrinas, por lo que sostenía que la ejercitación de los chakras generaría algunas hormonas.[cita requerida]
Algunos autores y seguidores de esta creencia consideran que estos elementos tienen existencia real, aunque espiritual. Mircea Eliade (1907-1986) le llamaba «fisiología sutil», y afirmaba que los chakras serían alegorías para practicar una autohipnosis yóguica, a fin de lograr el samadhi, la ‘absorción completa’, a la que Mircea Elíade llama también «enstasis», y Paul Masson-Oursel (1882-1956) «isolación».

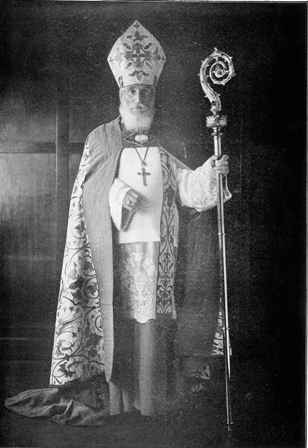
El obispo británico C. W. Leadbeater (1854-1934) les asignó colores y funciones a los chakras y, aunque algunos dicen que "creó un séptimo chakra", esto es totalmente falso, pues hay varios textos tántricos medievales, como el Śivasaṃhitā y el Tirumantiram, entre otros, que mencionan este chakra, llamado sahasrara chakra.

Estas ideas fueron desarrolladas por el obispo británico C. W. Leadbeater (1854-1934), en su libro Los chakras (1927), que se refiere a sus propios descubrimientos acerca del tema. Después, escritores contemporáneos han escrito su opinión acerca de los chakras con detalles, incluyendo su color y sus variadas funciones.[cita requerida]
Según Leadbeater, los chakras se encuentran en los cuerpos sutiles del ser humano, llamados kama-rupa (‘forma del deseo’) o linga sharira (‘cuerpo simbólico’).[cita requerida]

### Los siete chakras
Los escritores de la teosofía (creencia esotérica occidental de fines del siglo XIX) consideraban que los chakras no debían ser solo los seis descritos dentro del cuerpo del individuo en la tradición hinduistas, sino los siete descritos. 
Así, según la Teosofía un séptimo chakra, el sajasra-ara (‘mil-rayos [de una rueda]’), presentaría la forma de una flor de loto invertida, que sería invisible y se encontraría en la cabeza. Por ser el último chakra en orden cronológico de creación, algunos lo consideraron el más importante, y otros el menos importante.[cita requerida]
Actualmente, los creyentes en esta doctrina de los chakras afirman que en realidad el número de chakras no es seis (como afirmaban los textos sagrados hinduistas) sino mucho mayor, ya que dicen que existiría un chakra en cada punto donde se cruzan dos o más canales energéticos, y estos serían innumerables. Sin embargo la creencia principal es que existirían siete chakras (el número propuesto por los británicos).

## Descripción moderna de los siete chakras
Si bien los textos tradicionales hinduistas no atribuyen un color a los chacras, la siguiente descripción más popular se puede encontrar en todos los sitios web sobre este tema. Ninguno aporta evidencia alguna acerca de quién fue la primera persona que adjudicó colores a los chakras; si bien se puede postular que se les asignó a partir de la tradiciones más modernas presentes en las creencias de la nueva era o  de grupos ocultistas, referente a los diferentes colores que se le asignan al aura según las diferentes emociones o personalidades del individuo. Asignándoles los siguientes colores:
1. muladhara. De color rojo, es el chakra raíz y se relaciona con todos los aspectos de la existencia física del ser humano.
2. swadishtana. De color anaranjado, es el chakra del hueso sacro y rige nuestras emociones, creatividad y placer.
3. manipura. De color amarillo, es el chakra del plexo solar y acoge el «poder» personal.
4. anahata. De color verde, es el centro del corazón y está asociado al amor.
5. vishudha. De color azul turquesa, es el chakra de la garganta y es el responsable de la comunicación.
6. ajna. De color azul índigo, es el tercer ojo y es el centro de la intuición.
7. sahasrara. De color blanco o morado, es el chakra corona y es el centro de conexión espiritual.